# The Miracle Maker
The Miracle Maker è un film d'animazione stop-motion del 2000 diretto da Derek W. Hayes e Stanislav Sokolov.
La pellicola racconta la storia di Gesù di Nazareth dal punto di vista di Tamara, la figlia malata di Giairo, un sacerdote di Cafarnao. Il film termina con il brano di Anne Dudley Pie Jesu cantata da un ragazzo soprano.

## Trama
Sefforis, Alta Galilea, Anno 90 della occupazione romana. Giairo e Tamara sono in viaggio per incontrare il loro amico Cleopa, che conosce un medico che può essere in grado di aiutare Tamara. Tuttavia il medico è solo in grado di dare antidolorifici, affermando che non c'è niente altro che possa essere fatto. Mentre Giairo è con il medico, Tamara vede uno dei falegnami (Gesù) che costruiscono una nuova sinagoga, proteggere una donna, Maria Maddalena, che sta per essere attaccato dai cittadini. Gesù lascia il suo posto di lavoro, e va a trovare sua madre, Maria, che rammenta la sua nascita, la visita dei Magi, e il suo ritrovamento al Tempio. Dopo aver lasciato la casa di sua madre, Gesù si reca al fiume Giordano per essere battezzato da Giovanni Battista, viene colmato di Spirito Santo che discende su di lui come una colomba e si reca nel deserto per essere tentato dal diavolo. Dopo il lungo cammino Gesù incontra il suo amico Lazzaro, che lo invita ad entrare in casa, dove è ospitato dalle sorelle, Marta e Maria.
Gesù comincia a predicare su una montagna nei campi vicino a Cafarnao, mentre in una grotta Guida e alcuni zeloti, tra cui Barabba stanno tramando una rivolta contro i Romani. Poco dopo in una banchina, Maria Maddalena è molestata da un esattore, Matteo, per non aver pagato la tassa per attraversare il confine dalla Giudea nel regno di Erode. Anche Simone (Pietro), Andrea, Giacomo e Giovanni affrontano Matteo, perché devono anch'essi pagare la tassa. Gesù arriva alla banchina e comanda a Simone e Andrea di slegare la barca e inizia a raccontare la parabola del granello di senape. Infine comanda nuovamente il pescatore di gettare le loro reti che si riempiono di pesci.
Un giorno Simone il fariseo, un anziano della sinagoga di Cafarnao, è visitato da Ben Azra, uno dei sacerdoti del Tempio, preoccupato dalla possibilità che Gesù possa provocare una rivolta affermando che è più pericoloso di Giovanni Battista. Giairo per aiutare Tamara che sta morendo decide di chiamare Gesù intento a guarire una donna con un'emorragia interna. Tuttavia prima che arrivino i servi avvisano Giairo che Tamara è morta. Gesù però entra in casa di Giairo e cura Tamara.
Gesù insieme ai suoi seguaci si reca a Gerusalemme per la Pasqua e racconta la parabola del buon samaritano. Gesù prima del suo ingresso a Gerusalemme e la cacciata dei mercanti dal Tempio compirà vari miracoli come la resurrezione di Lazzaro. Insieme ai dodici apostoli prepara l'Ultima Cena e si reca al Getsemani per pregare dove verrà catturato dai soldati del Sinedrio mandati da Guida. Gesù viene condotto dai sommi sacerdoti e condannato successivamente da Ponzio Pilato. Gesù affronta un lungo cammino fino al Golgota per essere crocifisso e resuscita dopo tre giorni per ritornare in cielo dal Padre.

## Distribuzione
Il film venne distribuito originariamente nelle sale cinematografiche, e anche nell'edizione italiana venne adottato il titolo originale The Miracle Maker. Successivamente, il film è stato più volte pubblicato in diverse edizioni home video, sia in VHS e sia in DVD, nelle quali vennero utilizzati i titoli alternativi The Miracle Maker - La storia di Gesù e C'era una volta Gesù.